# Мавзолей Мулкалан
Мавзолей (кумбез) Мулкалан (Мулкалана, Мулла-Калан, Молкалан, Молла-Калан) (каз. Мүлкалан күмбезі, Молла Калан мазары) — мавзолей неизвестного автора, расположенный в Сырдарьинском районе Кызылординской области в 3 км к юго-востоку от села Жанадарья, памятник архитектуры Казахстана XVI века.
В 1982 году мавзолей Мулкалан был включен в список памятников истории и культуры Казахской ССР республиканского значения и взят под охрану государства.

## Архитектура
Мавзолей Мулкалан представляет собой портально-купольное строение, размеры сооружения 9,23×9,23 м, высота стен 5 м. В плане мавзолей представляет собой квадратное помещение с порталом. Мавзолей выложен из квадратного обожжённого кирпича, средний размер которого 23×23×5.
Переход от четверика к восьмерику осуществляется с помощью угловых арочных парусов. Переход к кругу купола осуществлён посредством импостов.
Гипсовая штукатурка в интерьерах утрачена.